# 内藤知康
内藤 知康（ないとう ともやす/ちこう、1945年12月29日-2022年2月28日）は、浄土真宗の僧、仏教学者、龍谷大学名誉教授。

## 略歴
大阪府生まれ。龍谷大学文学部仏教学科卒、同大学院文学研究科博士課程満期退学、宗学院卒業。龍谷大学文学部助教授、教授、2014年退職、名誉教授。本願寺派勧学、福井県三方上中郡若狭町・覚成寺住職。

## 著書
- 『御文章を聞く』本願寺出版社 1998
- 『往生と還浄』樹法会 2004
- 『安心論題を学ぶ』本願寺出版社 2004
- 『やわらかな眼 法話集』本願寺出版社 2005　法蔵館、2014
- 『一念多念文意』本願寺出版社 聖典セミナー 2014
- 『顕浄土真実信文類講読』永田文昌堂 2014

### 共著
- 『親鸞聖人のことば わかりやすい名言名句』村上速水共著 法蔵館 1989

### 論文
- Cinii>内藤知康
- INBUDS>内藤知康

## 注
1. ↑  法藏館>著者紹介
2. ↑  『現代日本人名録』2002年